# Адольф Шульте
Адольф Шульте (нім. Adolf Schulte; 24 грудня 1894, Люденшайд, Німецька імперія — 12 квітня 1917, Бараль, Франція) — німецький льотчик-ас, лейтенант Прусської армії. 

## Біографія
Учасник Першої світової війни. У 1916/17 роках здобув 9 перемог у складі 12-ї винищувальної ескадрильї (ще 3 перемоги залишились непідтвердженими), поки не загинув у зіткненні на північ від Бараля: літак Шульте Albatros D.III (1996/16) врізався в британський FE 23 (4995) з 18-ї ескадрильї, члени екіпажу якого — лейтенант О.Т. Волтон та повітряний механік 2-го класу Дж.Ч. Вокер — також загинули.

## Нагороди
- Залізний хрест 2-го і 1-го класу
- Нагрудний знак військового пілота (Пруссія)